# Етнографски албум на Димитър Маринов
Първият български етнографски албум е създаден от етнографа Димитър Маринов в Русе специално за Пловдивското изложение през 1892 г. Албумът има 46 фотоса.
Русенският фотограф Христо Дашков, под ръководството на Д. Маринов, е оставил уникални кадри от обредите „Кукове“, „Бразая“, „Лазаруване“, „Сватба“.
Албумът е създаден в 3 екземпляра – по един за Княза, за Комисията на изложението и за областния управител на Русе Никола Обретенов.
Запазен е албумът на Н. Обретенов, сина на Баба Тонка. Съхранява се в Русенския исторически музей.